# Crispian Mills

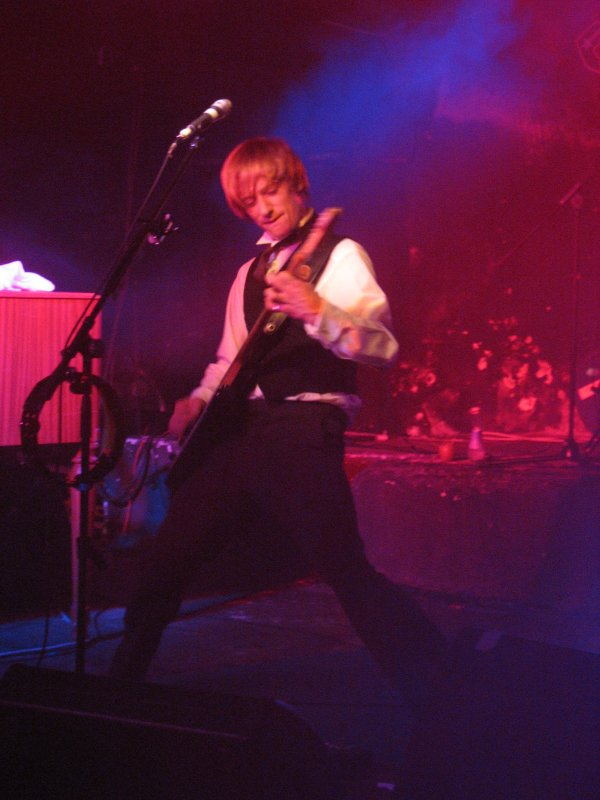
Crispian Mills (2007)

Crispian Mills (gebürtig Crispian John David Boulting; * 18. Januar 1973 in Hammersmith, London) ist ein englischer Sänger, Gitarrist und Filmregisseur. Er ist Leadsänger und Gitarrist der Band Kula Shaker.

## Leben
Schon mit elf Jahren lernte Crispian Gitarre spielen. Mit 15 kam er auf das Richmond College, wo er den Bassisten Alonza Bevan kennenlernte. Die beiden entdeckten bald ihre gemeinsamen musikalischen Interessen und begannen zusammen zu musizieren. Sie nannten ihre Band Object of Desire, später Mantrashack. 1991 stieß der Schlagzeuger Paul Winterheart zur Band. 1993 entschied sich Mills, nach Indien zu gehen, wo er in einem Tempel arbeitete. Hier kam er auf die Idee, klassische indische Musik mit Rock-Musik zu verbinden. Von den Tempelgesängen beeindruckt beschloss er außerdem, Sanskritworte in seine Texte einfließen zu lassen. Nach seiner Rückkehr 1993 engagierte die Band den Organisten Jay Darlington und benannte sich in Kula Shaker um. Die Band erhielt später einen Vertrag bei Columbia Records. 1996 erschien mit „K“ das erste Album der Gruppe, das gleichzeitig ihr größter Erfolg werden sollte.
Nachdem sich Kula Shaker aufgelöst hatten, experimentierte Mills mit neuen musikalischen Ideen. Diese endeten letztlich in der Gründung der Band The Jeevas mit Andy Nixon und Dan McKinna. Deren erstes Album war ein Erfolg in Japan, aber nicht in Großbritannien oder Europa. The Jeevas lösten sich 2005 auf. Im Januar 2006 kündigten Kula Shaker offiziell an, dass die Band sich neu formiert habe.
2012 erschien die Komödie Die fürchterliche Furcht vor dem Fürchterlichen mit Simon Pegg in der Hauptrolle, für den Mills als Drehbuchautor, Regisseur und Produzent fungierte.
Nach sechsjähriger Pause veröffentlichte er mit seiner Band Kula Shaker im Februar 2016 das Album "K 2.0". Am 10. Juni 2022 folgte das Album "1st Congregational Church of Eternal Live and Free Hugs". 2023 kündigte die Band schließlich das Album "Natural Magick" an, welches am 2. Februar 2024 erschienen ist und mit dem die Band derzeit auf Tour ist.

## Privatleben
Mills ist Sohn der Schauspielerin Hayley Mills und des Regisseurs Roy Boulting. Er hat einen Halbbruder namens Jason. Sein Großvater war der britische Schauspieler Sir John Mills.
Er ist verheiratet mit dem Model Josephine Mills (geb. Branfoot). Im Juli 2008 wurde Mills’ erster Sohn Keshava geboren. Er lebte bis vor kurzem in Bath, England.